# Saint Seiya: Next Dimension – Meiō Shinwa
Saint Seiya: Next Dimension - Meiō Shinwa (jap.: 聖闘士星矢 NEXT DIMENSION 冥王神話) ist eine japanische Manga-Serie, die von Masami Kurumada geschrieben und gezeichnet wird. Sie erschien von 2006 bis 2024 und ist die offizielle Fortsetzung von Saint Seiya. Die Handlung spielt im 18. Jahrhundert während des vorherigen „Heiligen Krieges“ zwischen der Göttin Athene und dem Gott Hades und konzentriert sich auf die Kämpfe zwischen den Kriegern jeder Gottheit, die als die Saints und die Specters bekannt sind.

## Handlung
Next Dimension beginnt mit einem Rückblick auf die letzte Schlacht der Saints der Athene gegen Hades. Während der Schlacht erkennt Hades, der Gott der Unterwelt, Seiya als den gefürchteten Feind an, dem er vor Jahrtausenden im Zeitalter des Mythos gegenüberstand und der in dieser Zeit wiedergeboren wurde. Der Gott wird an vergangene Inkarnationen erinnert und an die Ereignisse, die im letzten Krieg zwischen Athene und ihm selbst 243 Jahre zuvor stattgefunden haben. In dieser Zeit war ein Junge namens Tenma einer der legendären Krieger von Athena. Er war auch die Inkarnation von Pegasus Seiya im 18. Jahrhundert. Tenma war gut mit Alone befreundet, den Hades in dieser Zeit als Körper auserwählte. Als Alone von Hades besessen wurde, will Tenma ihn zu retten. Er trifft auf Aries Shion und Libra Dohko aus der Unterwelt und erleidet schließlich eine Niederlage. Nach der Begegnung kehren die Saints in das Heiligtum der Athene zurück, um eine Strategie zu entwickeln, die verhindert, dass Hades seine Machenschaften vollendet.
In der heutigen Zeit steht Pegasus Seiya unter einem Fluch des Hades, der ihn in drei Tagen töten wird. Athena beschließt, Seiya zu retten und wird von der Saint Andromeda Shun begleitet. Sie reisen mit Hilfe von Chronos in die Vergangenheit, werden aber weiter zurückgeschickt als beabsichtigt und landen während des vorherigen heiligen Krieges. Sie werden getrennt und Athene wird in ein Baby verwandelt, aber sie wird von einem Saint vor Schaden bewahrt, als sich herausstellt, dass der Anführer des Heiligtums mit Hades verbündet ist.
Tenma trifft Shun und gemeinsam eilen sie zu Athenas Rettung. Auf ihrem Weg durch die zwölf Häuser des Tierkreises treffen sich die mächtigen Gold Saints und Specter, Krieger des Hades, und kämpfen gegen sie. Zu ihnen gesellen sich auch Shuns Kameraden Ikki, Shiryu und Hyoga. Eine weitere drohende Bedrohung ist der 13. Gold Saint von Ophiuchus.

## Veröffentlichung
Der Manga erschien von April 2006 bis Juli 2024 im Manga-Magazin Shūkan Shōnen Champion bei Akita Shoten. Zunächst wurde im April ein Prolog-Kapitel veröffentlicht, ab August folgte dann die Serie. Die Kapitel wurden auch gesammelt in insgesamt 16 Bänden herausgegeben. Der 2009 erschienene erste Band verkaufte sich 57.000 Mal in den ersten beiden Wochen. Der Band 12 erreichte in seinen ersten beiden Wochen nach Veröffentlichung 2018 über 60.000 verkaufte Exemplare.
Die Serie wurde im mehrere Sprachen übersetzt: Eine spanische Fassung erscheint bei Editorial Ivréa, eine italienische bei J-Pop, eine portugiesische bei JBC und eine chinesische bei Ching Win Publishing.
Im November 2024 erschien in Japan ein achtseitiger, farbiger Epilog zur Serie im gleichen Magazin. In Saint Seiya Then: Haikyo no Hana (聖闘士星矢 THEN 廃墟の花) geht Saori Kido (Athena) in das Heiligtum zum neunten Haus des Tierkreises, dem Haus Sagittaire. Vor dem Schriftzug an der Wand von Aiolos Sagittaire kehren die Erinnerungen zurück, die sie wegen Apollon verloren hatte, und sie hinterlässt einen Blumenstrauß als Dank an alle Heiligen.